# Зубайдуллин, Хисбулла Гумерович
Хисбулла (Хизбулла) Гумерович Зубайду́ллин (28 октября 1929, Нижнее Арметово, Стерлитамакский кантон (сейчас Ишимбайский район), Башкортостан — 31 декабря 2001 года, Уфа, Россия) — советский и российский танцовщик, балетмейстер, педагог. Народный артист БАССР (1969).

## Биография
Работать начал на Уфимском моторостроительном заводе в 1946 году, одновременно выступая в самодеятельности, участвуя на республиканских и Всесоюзных смотрах художественной самодеятельности. На выступлении в Москве участника самодеятельности заметили:

Первым, кто обратил внимание на одарённость Хизбуллы Зубайдуллина, был Мухамет Шамсутдинов, который руководил ансамблем, пока Файзи Гаскаров находился в Казани. Увидел он его в Москве, где выступали самодеятельные таланты. Хизбулла тогда работал после окончания ремесленного училища слесарем-сборщиком на Уфимском моторостроительном заводе и выступал в художественной самодеятельности. Надо сказать, что и Файзи Адгамович, когда появился в Уфе, тоже приметил молодого танцовщика и занимал его в своих постановках— http://www.agidel.ru/?param1=16580&tab=7
Из воспоминаний Мансура Тимергазеева, заслуженного артиста РБ:

Гаскаров старался выбирать именно таких ребят — чтобы в глазах была искра, чтобы душа пела. Такими были первые солисты ансамбля — Ирек Ибрагимов, Мухамет Идрисов, Мухамет Шамсутдинов, Хисбулла Зубайдуллин, Анвар Фахрутдинов, Рим Бакиров, Закир Исмагилов… Это были истинные звёзды, и каждый из них был индивидуальностью.— http://www.istoki-rb.ru/archive.php?article=257
В 1949 году зачислен в Башкирский государственный ансамбль народного танца, где проработал до 1970 года.

Он был одним из самых ярких солистов Государственного академического ансамбля народного танца имени Файзи Гаскарова. Танцевал все главные мужские партии, был не только исключительно талантлив и выразителен, но и необычайно хорош собой: высокий, стройный, мужественный. Как опытный и одарённый артист работал репетитором, художественным руководителем ансамбля, помогая многим молодым войти в репертуар, обрести уверенность, всегда обращал внимание на выявление в каждом танцоре неповторимой индивидуальности. Сам обладал этой особой, только ему присущей, харизмой в полной мере— http://www.agidel.ru/?param1=16580&tab=7
В 1963—1981  годы (с перерывами) репетитор, в 1974—1975 годы худрук, в 1993—1994 годы - репетитор-консультант ансамбля, в 1981—1983 гг.  балетмейстер эстрадных коллективов Башкирской государственной филармонии.
Участник VII Всемирного Фестиваля молодёжи, где за танец баш. Кейэу (Жених), он и его партнёры Зилара Аюпова, Рим Бакиров получили серебряные медали.
В паре с Равилёй Хазиевой танцевал комический танец баш. Дуслыk («Дружба»), который прославил молодую танцовщицу.
Об этих танцах Хашим Фатыхович Мустаев, худрук, вспоминал:

Самый знаменитый классический танец «Дружба» великолепно танцевал с Равилёй Хазиевой, ухаживания его джигита за любимой были целомудренны и возвышенны. А в «Женихе» выходил с таким юмором и с таким переплетением человеческих волнений, нюансов, что было сразу понятно, какой он большой актёр. — http://www.agidel.ru/?param1=16580&tab=7
В составе делегации работников искусств СССР побывал в Монреале на выставке «ЭКСПО-67».

### Семья
Его сын Айдар, Зубайдуллин Айдар Хизбуллович, продолжает дело отца и работает балетмейстером, постановщиком танцев в том же самом ансамбле, где много лет прослужил отец.